# Tine Wittler

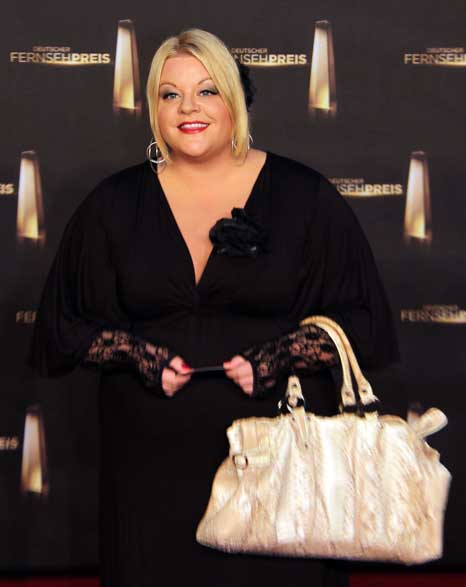
Tine Wittler beim Deutschen Fernsehpreis 2012

Christine „Tine“ Wittler (* 2. April 1973 in Rahden, Westfalen) ist eine deutsche Schriftstellerin, Filmproduzentin, Schauspielerin, Sängerin und Fernsehmoderatorin.

## Leben
Tine Wittler wuchs im ostwestfälischen Rahden auf und legte 1992 am Söderblom-Gymnasium in Espelkamp das Abitur ab. Ein Jahr ihrer Schulzeit verbrachte sie in den Vereinigten Staaten. Sie studierte  Kultur- und Kommunikationswissenschaften an der Leuphana Universität Lüneburg und an der University of South Wales (UK). Ab 1998 begann sie, als Redakteurin für verschiedene Formate, beispielsweise Bravo TV, zu arbeiten. Im Jahr 2002 veröffentlichte sie ihren Debütroman Die Prinzessin und der Horst; 2003 erschienen fast gleichzeitig der Nachfolgeroman Horst Go Home! sowie Parallelwelt, ein Roman, in dem Tine Wittler sich auch aus ihrer eigenen Erfahrung heraus mit dem Thema Arbeitslosigkeit beschäftigt. Alle drei Romane spielen an ihrem Wohnort Hamburg-Ottensen. Es folgten die Romane Irgendwas is immer (2007) und Wir wär’n dann so weit (2009).
2012 veröffentlichte sie Wer schön sein will, muss reisen, ein Sachbuch über ihre Recherchereise nach Mauretanien, Westafrika, in dem sie sich mit der Entstehung und der gesellschaftlichen Bedeutung von Schönheitsidealen beschäftigt. Im Rahmen dieses Projektes wurde sie erstmals als Filmproduzentin tätig und brachte mit ihrer unabhängigen Produktionsfirma prallefilm Wer schön sein will, muss reisen (Regie: René Schöttler) als Dokumentarfilm in die Kinos (bundesweiter Kinostart im September 2013), in dem sie auch als Protagonistin zu sehen ist. Der Film erhielt das Prädikat „Wertvoll“ der FBW Filmbewertungsstelle. Zuvor hatte sie im Jahr 2008 einen Gastauftritt in dem Kinofilm Morgen, ihr Luschen! Der Ausbilder-Schmidt-Film (Regie: Mike Eschmann, Rolle: „Verena“).
Seit 2013 engagiert sie sich mit der Bewegung ReBelles für Körpervielfalt und -akzeptanz in Gesellschaft und Medien. Die ReBelles bestärken unter anderem Schülerinnen und junge Frauen in ihrem Selbstwertgefühl.
Ab Oktober 2003 bis zur Einstellung der Sendung 2013 moderierte Wittler die RTL-Sendung Einsatz in 4 Wänden. Zu dieser Sendung wurde im Oktober 2005 ein gleichnamiger Ratgeber veröffentlicht, zu dem seither mehrere Nachfolgebände erschienen sind. 
Im Mai 2010 moderierte sie das davon abgeleitete TV-Format Unterm Hammer, das nach nur einer ausgestrahlten Folge eingestellt wurde. In dieser Sendung sollten Hauseigentümer Hilfe beim Verkauf ihrer Immobilie erhalten, die zunächst unter Leitung von Wittler renoviert und dann versteigert werden würde, auch bei der Beschaffung einer Ersatzwohnung sollte die Moderatorin behilflich sein. Vor seiner Einstellung hatte das Format für erhebliche Kritik in den deutschen Medien gesorgt. Kritisiert wurde hierbei primär, dass eine durch die Produktionsfirma Open Sense (Produzentin: Petra Schorr) erfundene Handlung den Zuschauern, dem ausgewählten Ehepaar, den Senderverantwortlichen und der Moderatorin als Realität vermittelt wurde: Anders als in der Sendung behauptet, war die Versteigerung inszeniert und der Verkauf kam nicht zu Stande. Die zuständige Produzentin Petra Schorr entschuldigte sich später öffentlich bei Tine Wittler.
Im Sommer 2012 heiratete sie ihren Lebensgefährten.
Am 14. Juni 2013 gab RTL bekannt, dass das TV-Format „Einsatz in 4 Wänden“ nach 10 Jahren wegen „zu geringer Einschaltquoten“ abgesetzt werde. Im Vorfeld war bekannt geworden, dass mehrere deutsche Finanzämter Steuerbescheide an die meist sozial schwachen Kandidaten der Sendung geschickt hatten. Über eine verbindliche Rechtsprechung zu dem Thema ist bis heute nichts bekannt.
Ihre Bekanntheit nutzt Wittler, um jungen Filmschaffenden, Schriftstellern, Musikern und Bildenden Künstlern Öffentlichkeit zu verschaffen. Seit 2004 betreibt Tine Wittler in Hamburg die Gaststätte parallelwelt. Nach den Anfängen im Stadtteil Altona-Nord ist diese seit Ende 2014 im Bezirk Eimsbüttel zu finden. Der gastronomische Betrieb entwickelte sich hier zu einem Off-Kulturzentrum weiter, in dem Tine Wittler darstellenden und bildenden Künstlern eine Bühne bietet. Seit Anfang Juni 2016 gehört zu diesem Kulturzentrum auch die Kulturgut Mietgalerie für bildende Künstler.
Ihr Modelabel „prallewelt“ (seit 2006) führte Wittler ab Juli 2013 unter dem neuen Namen „kingsizequeens“. Anfang 2016 übergab sie das Modeatelier an ihre bisherige Teilhaberin. Unter dem bisherigen Labelnamen „kingsizequeens“ führt Wittler heute ihr Organisationsbüro für Kunst & Kultur.
Anfang 2013 ging Wittler rechtlich gegen Werbung für Abnehmpillen bei Facebook vor. In der Werbung wurde behauptet, Wittler habe 20 Kilogramm in kurzer Zeit auf Grund von beworbenen Pillen abgenommen. Dazu wurden neben Wittlers Namen auch Fotos von ihr verwendet. Facebook löschte im Frühjahr 2013 die Werbung, aber nach einem halben Jahr tauchte die Werbung etwas abgewandelt wieder auf. Ende Februar 2014 verlangte Wittlers Anwalt von Facebook eine Unterlassungs- und Verpflichtungserklärung. Ziel war, unerlaubte Werbung mit Tine Wittler nicht erst auf Forderung zu löschen, sondern vielmehr Werbung mit der Buchstabenkombination Wittler und Wittlers Bild auf ihre Rechtmäßigkeit zu prüfen.
Ende 2015 veröffentlichte Tine Wittler ihren ersten Lyrikband „Lokalrunde – Tresenlyrik, schlückchenweise“ (Kadera-Verlag). Die Texte aus dem Lyrikband hat sie gemeinsam mit dem Hamburger Pianisten Greg Baker zu Chansons weiterverarbeitet, die sie in Begleitung von Greg Baker am Piano auch selbst interpretiert. Seit 2016 gehen Tine Wittler und Greg Baker mit dem Chansonprogramm „Lokalrunde – Tresenlieder, schlückchenweise“ auf Theatertournee (u. a. Logensaal/Kammerspiele in Hamburg). Die Veröffentlichung des Studioalbums erfolgte beim Label „Künstlerhafen“.
Im Jahr 2021 moderierte Tine Wittler das Bundesfinale von Local Heroes. Sie unterstützt junge Musiker wie die Band Reiche Söhne oder Stojanov & The Syndicate und war Jurymitglied im Finale von Deutschlands beste Miniaturbauer auf Kabel 1.

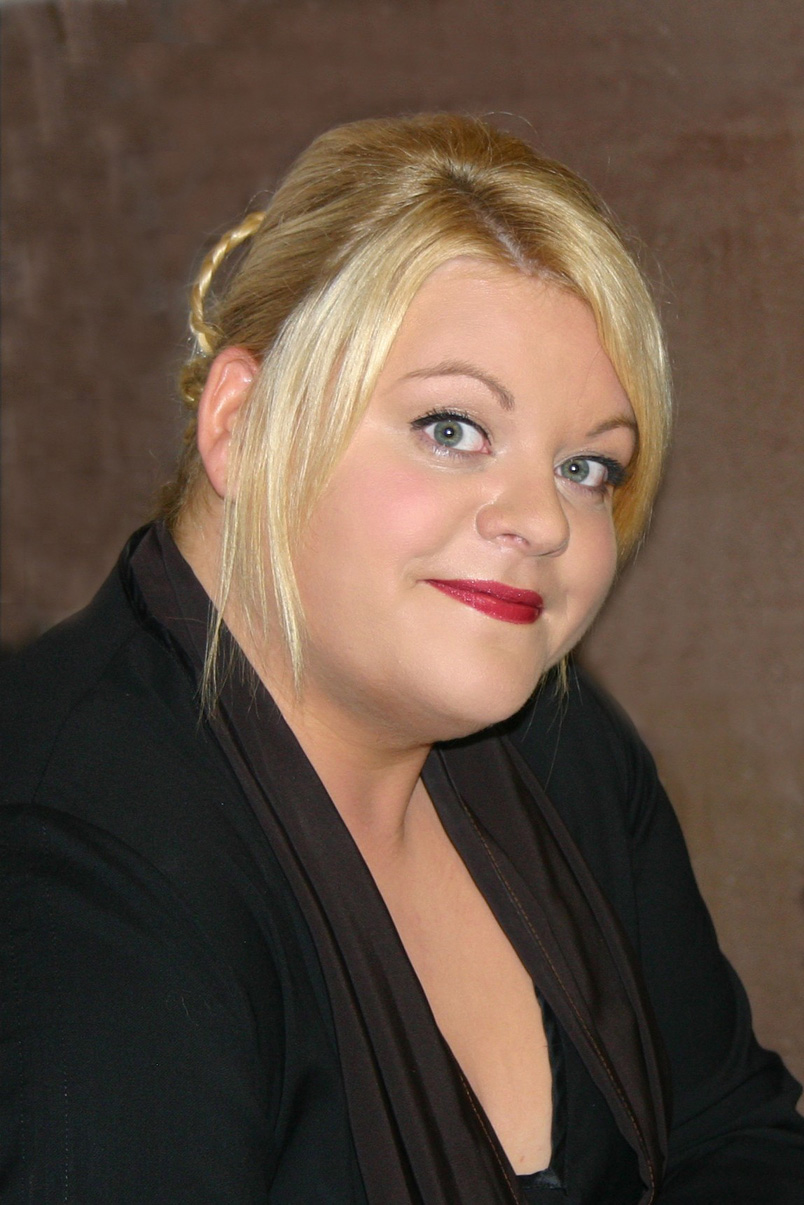
Tine Wittler (2007)

## Auszeichnungen
- 2004: Deutscher Fernsehpreis für Einsatz in 4 Wänden
- 2013: Prädikat: „Wertvoll“ für den Dokumentarfilm Wer schön sein will, muss reisen (Regie: René Schöttler; Produzentin: Tine Wittler)
- 2015: „Support Award“ der PlusSizeFashionDays Hamburg für ihr Engagement mit den „ReBelles“[24]

## Werke
- Die Prinzessin und der Horst. Bastei Lübbe, Bergisch Gladbach 2002. ISBN 978-3-404-14734-2.
- Parallelwelt. Argon, Berlin 2003. ISBN 978-3-596-50937-9.
- Horst Go Home! Bastei Lübbe, Bergisch Gladbach 2003. ISBN 978-3-404-14982-7.
- Einsatz in 4 Wänden: Schritt für Schritt von der Planung bis zum fertigen Ergebnis. vgs, Köln 2005. ISBN 978-3-8025-1689-4.
- Einsatz in 4 Wänden: 101 Wohlfühlideen – Deko, Farbe, Licht, Textilien. vgs, Köln 2006. ISBN 978-3-8025-3552-9.
- Einsatz in 4 Wänden: Das Praxisbuch – Die besten Einsätze Schritt für Schritt erklärt. vgs, Köln 2006. ISBN 978-3-8025-1721-1.
- Einsatz in 4 Wänden: Das Küchenbuch. Die besten Ideen zum Selbermachen. vgs, Köln 2007. ISBN 978-3-8025-3610-6.
- Einsatz in 4 Wänden: Ein Königreich für Kids & Teens. vgs, Köln 2007. ISBN 978-3-8025-1747-1.
- Irgendwas is immer. Scherz, Frankfurt/Main 2007. ISBN 978-3-502-11031-6.
- Pralle Prinzessinnen. Styling für starke Frauen. Eichborn 2008, ISBN 3-8218-7300-0.
- Wir wär´n dann so weit. Scherz, Frankfurt/Main 2009, ISBN 978-3-502-11054-5.
- Wer schön sein will, muss reisen. Reisetagebuch, Scherz, Frankfurt/Main 2012, ISBN 978-3-502-15197-5.
- Wer schön sein will, muss reisen., Dokumentarfilm (92 min.), dejavu-film/Lighthouse, EAN 0610098441625.
- Lokalrunde – Tresenlyrik, schlückchenweise, Lyrikband, Kadera Verlag 2015, ISBN 978-3-944459-49-3.
- Lokalrunde – Tresenlieder, schlückchenweise, Chansonalbum, Künstlerhafen/edel:kultur
- Wortarchitekten – ein SLAMbuch, Tine Wittler und Wolfram Alster (Hrsg.), Slambuch, Legionarion-Verlag 2021, ISBN 978-3-96937-054-4.